# Rio Macaúbas
O rio Macaúbas é um curso de água brasileiro, localizado na bacia hidrográfica do rio Jequitinhonha, na região nordeste do estado brasileiro de Minas Gerais.
O Rio Macaúbas nasce na serra do Tamanduá. Seu curso d'água passa pelo município de Bocaiúva, no norte de Minas Gerais, pelo quilombo Macaúbas Palmito,Macaúbas Curral[carece de fontes?] onde há inúmeros pontos de afluentes do Rio Macaúbas e Rio Jequitinhonha, como a cachoeira conhecida como Vaca Morta que está localizada no território cultural reivindicativo pela comunidade.[carece de fontes?] O Rio Macaúbas deságua no Rio Jequitinhonha no território da comunidade de Macaúbas curral próximo ao  distrito de Terra Branca.[carece de fontes?]